# Gnathostomulida
Gnathostomulida (do grego gnathos, mandíbula + stoma, boca; e do latim ulus, diminutivo) é um pequeno filo composto por microscópicos animais marinhos, normalmente com não mais que 1 mm de comprimento. Alimentam-se de fungos e bactérias, triturando-as. Têm uma epiderme ciliada, com apenas um cílio por célula. São aparentados com os rotíferos. Não têm registro fóssil. Foi descoberto em 1956 e possui mais de 80 espécies em 18 gêneros pelo mundo inteiro.
São alongados e alguns tem forma de fita, com até 4 mm de comprimento e 50 micrômetros de diâmetro. São vermes que vivem no espaço intersticial das finas areias marinhas, especialmente aquelas com pouco ou nenhum oxigênio. O corpo cilíndrico consiste em cabeça separada do tronco por um pescoço levemente comprido. O tronco afila-se posteriormente em uma cauda, podendo ou não ter rostro. Não possuem cutículae suas células são monociliadas, porém secretam muco e têm cílios epidérmicos. Possuem bulbo faríngeo muscular ventral. São acelomados, não possui tecido conjuntivo, não possuem sistema circulatório, e têm sistema digestivo incompleto.
Geralmente são hermafroditas. O sistema feminino é composto por um único ovário e uma bursa para armazenar esperma. O sistema masculino é composto por um par de testículos e um órgão copulatório. São de vida livre no espaço intersticial de areias marinhas, onde não há oxigênio e há grande exalação de ácido sulfúrico.
A epiderme não possui cutícula e suas células são monociliadas, embora outros gnatíferos possuam epitélios multiciliados. Uma fina lâmina basal suporta a epiderme e algumas células epidérmicas secretam muco. Batidas sincronizadas dos cílios epidérmicos executam locomoção ciliar por deslizamento.

## Filogenia
O seguinte cladograma,
 mostra as afinidades dos Gnathostomulida:
|  | Micrognathozoa                                              |
|  |                                                             |
|  | \| \| Rotifera \| \| \| \| \| \| Acanthocephala \| \| \| \| |
|  |                                                             |
|  | Rotifera                                                    |
|  |                                                             |
|  | Acanthocephala                                              |
|  |                                                             |

|  | Rotifera       |
|  |                |
|  | Acanthocephala |
|  |                |

|  | Micrognathozoa                                              |
|  |                                                             |
|  | \| \| Rotifera \| \| \| \| \| \| Acanthocephala \| \| \| \| |
|  |                                                             |
|  | Rotifera                                                    |
|  |                                                             |
|  | Acanthocephala                                              |
|  |                                                             |

|  | Rotifera       |
|  |                |
|  | Acanthocephala |
|  |                |

|  | Micrognathozoa                                              |
|  |                                                             |
|  | \| \| Rotifera \| \| \| \| \| \| Acanthocephala \| \| \| \| |
|  |                                                             |
|  | Rotifera                                                    |
|  |                                                             |
|  | Acanthocephala                                              |
|  |                                                             |

|  | Rotifera       |
|  |                |
|  | Acanthocephala |
|  |                |

|  | Micrognathozoa                                              |
|  |                                                             |
|  | \| \| Rotifera \| \| \| \| \| \| Acanthocephala \| \| \| \| |
|  |                                                             |
|  | Rotifera                                                    |
|  |                                                             |
|  | Acanthocephala                                              |
|  |                                                             |

|  | Rotifera       |
|  |                |
|  | Acanthocephala |
|  |                |

## Classificação
Filo Gnathostomulida Axl, 1956
- Ordem Filospermoidea Sterrer, 1972
  - Família Haplognathiidae Sterrer, 1972
  - Família Pterognathiidae Sterrer, 1972
- Ordem Bursovaginoidea Sterrer, 1972
  - Subordem Scleroperalia Sterrer, 1972
    - Família Agnathiellidae Sterrer, 1972
    - Família Gnathostomariidae Sterrer, 1972
    - Família Clausognathiidae Sterrer, 1972
    - Família Mesognathariidae Sterrer, 1972
    - Família Rastrognathiidae R. M. Kristensen e A. Nørrevang, 1977
    - Família Paucidentulidae Sterrer, 1998
    - Família Onychognathiidae Sterrer, 1972
    - Família Problognathiidae Sterrer e Farris, 1975
    - Família Gnathostomulidae Sterrer, 1972

  - Subordem Conophoralia Sterrer, 1972
    - Família Austrognathiidae Sterrer, 1972